# Stiekem dansen
Stiekem dansen is het derde studioalbum van de Nederlandse band Toontje Lager, uitgebracht in 1983. De plaat werd opgenomen in B.M.I. Studios te Weert in het voorjaar van 1983. Van de plaat werden drie nummers op single uitgebracht, waarvan Stiekem gedanst en Zoveel te doen de grootste hits werden.

## Hoes
Het hoesontwerp is een productie van foto- en filmstudio Lukkien te Veenendaal. Op de voorkant van de hoes staat een geënsceneerde kleurenfoto van een vrouw die alleen lijkt te dansen in een verlichte woonkamer. De bandleden bespieden haar vanuit het donker buiten door het raam. De foto is gemaakt door fotograaf Dolf Olislagers. Het model is Truus Huibers. De hoes speelt hiermee in op de titel van het album en de hitsingle Stiekem gedanst.

## Nummers
| Nr. | Titel                           | Schrijver(s)                        | Duur |
| --- | ------------------------------- | ----------------------------------- | ---- |
| 1.  | Stiekem gedanst                 | Bert Hermelink                      | 4:38 |
| 2.  | Morgen misschien                | Bert Hermelink                      | 3:50 |
| 3.  | Kiezen op elkaar                | Bert Hermelink                      | 3:52 |
| 4.  | De deur staat altijd op ‘n kier | Gerard de Braconier, Bert Hermelink | 2:49 |
| 5.  | Zo is dat                       | Bert Hermelink                      | 3:47 |

| 1.                 | Vorige week            | Bert Hermelink | 2:44 |
| 2.                 | Zoveel te doen         | Bert Hermelink | 4:38 |
| 3.                 | Vroeg of laat          | Bert Hermelink | 4:40 |
| 4.                 | Het nut van volle maan | Bert Hermelink | 3:10 |
| 5.                 | Amigo                  | Bert Hermelink | 3:41 |
| Totale duur: 37:06 |                        |                |      |

## Muzikanten
De credits op de oorspronkelijke langspeelplaat vermeldden:
- Gerard de Braconier – gitaar
- Bert Hermelink – keyboard, zang
- Huub van Melick – basgitaar
- Erik Mesie – zang, gitaar
- Joost Witte – percussie, zang